# Paul Ledoux
Paul Ledoux (Forrières, 8 augustus 1914 - Luik, 6 oktober 1988) was een Belgische astronoom. Hij was professor aan de faculteit wetenschappen van de Université de Liège.

## Biografie
In 1964 ontving Paul Ledoux de Francquiprijs voor exacte wetenschappen. Hij ontving ook de Eddington Medal van de Royal Astronomical Society in 1972 voor zijn onderzoek rond stellaire stabiliteit en veranderlijke sterren. In 1976 ontving hij ten slotte de Janssen Medal van de Franse Académie des Sciences.
- Gemeinsame Normdatei: 131638300
- International Standard Name Identifier: 0000 0001 0887 4982
- Library of Congress Control Number: n86864931
- Mathematics Genealogy Project: 13720
- Nederlandse Thesaurus van Auteursnamen: 141930721
- SNAC: w6k93pb3
- Système universitaire de documentation: 074482386
- Virtual International Authority File: 35594328
- WorldCat: E39PBJbxDbkXYvFtFHdffpmDbd

1. ↑  Mathematics Genealogy Project; geraadpleegd op: 21 september 2018; MGP-identificatiecode: 13720.